# Halland tartomány
Halland Nyugat-Svédország egyik történelmi tartománya. Szomszédai Västergötland, Småland és Skåne tartományok.

## Megye
A tartomány a megye határain belül helyezkedik el.

## Történelem
városok
- Falkenberg (1558)
- Halmstad (kb. 1200)
- Kungsbacka község (kb. 1400)
- Laholm község (kb. 1200)
- Varberg (kb. 1100)

Halland valamikor a dánokhoz tartozott Skåne és Blekinge tartományokkal együtt. A Varberg erődöt a 11. században építették és a falakat a 15. században újra megerősítették. 1645-ben a brömsebroi béke Svédországhoz csatolta (először csak 30 évre, de később a roskildei béke véglegesítette).

## Címer
A címert 1660-ban, I. Károly Gusztáv temetésekor kapta.

## Külső hivatkozások
- Halland – Hivatalos honlap